# 테르켄 카툰

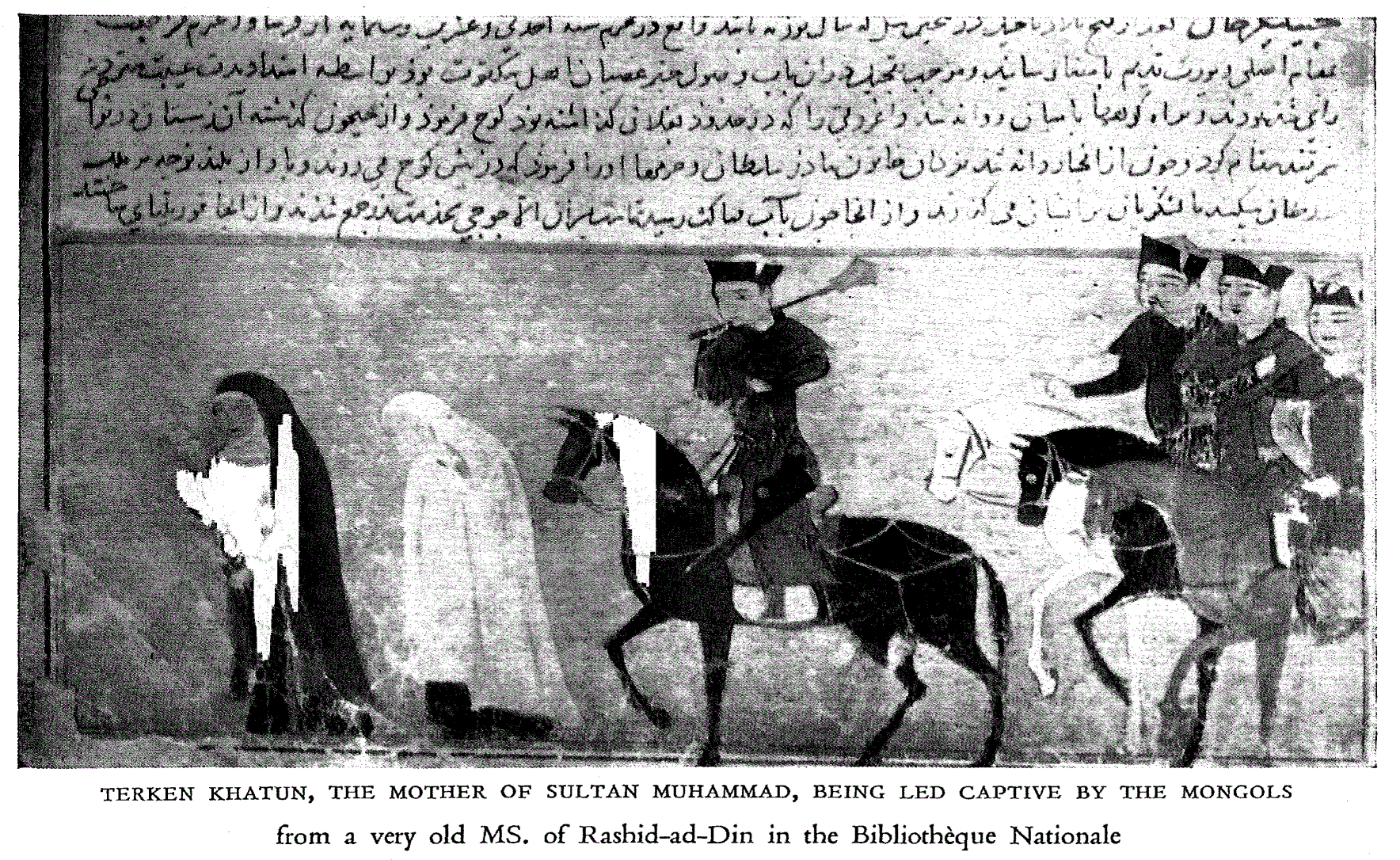

테르켄 카툰(1148년 ~ 1233년)은 호라즘 제국의 태후로 알라 웃딘 테키시의 부인이며 알라 웃딘 무함마드의 어머니이다.
그녀는 1200년 아들 무함마드가 재위에 오를 때부터 아들 무함마드, 손자 잘랄 웃딘과 갈등이 심했다.
1218년 칭기즈 칸이 호라즘을 침공했을 때도 무함마드와 의견 충돌이 많았다. 그러다 호라즘의 패색이 짙어진 1220년에 몽골군에게 잡혀 포로가 되었다.
이후 고령의 나이로 하녀 생활을 하다가 1233년에 세상을 떠났다.

## 같이 보기
- 알라 웃딘 테키시
- 알라 웃딘 무함마드
- 잘랄 웃딘